# Дунка, Родика
Родика Дунка (рум. Rodica Dunca, р. 16 мая 1965) — румынская гимнастка, призёр Олимпийских игр. После замужества стала носить фамилию Кёсеги (венг. Köszegi).
Родилась в 1965 году в Бая-Маре. В 1979 году стала обладательницей золотой медали чемпионата мира. В 1980 году стала обладательницей серебряной медали Олимпийских игр в Москве. В 1981 году завоевала бронзовую медаль чемпионата Европы.